# Campeonato Americano de Hóquei em Patins
O Campeonato Americano de Hóquei em Patins ou Copa América, nome mais utilizado, era uma competição de Hóquei em Patins em que participavam as seleções nacionais do continente Americano. Esta competição era organizada pela CSP, a Federação Sul-Americana de Patinagem.
A última competição foi realizada em julho de 2010 em Vic, Catalunha, sendo que foi a primeira vez que foram realizados os torneios masculino e feminino na mesma prova e em que houve a presença de seleções de outros continentes.

## Histórico Masculino

### Copa América
| Ano  | Cidade       | Vencedor  | 2º Lugar  | 3º Lugar | 4º Lugar | 5º Lugar      | 6º Lugar | 7º Lugar       | 8º Lugar | 9º Lugar       | 10º Lugar  |
| ---- | ------------ | --------- | --------- | -------- | -------- | ------------- | -------- | -------------- | -------- | -------------- | ---------- |
| 2010 | Vic          | Catalunha | Argentina | Brasil   | Chile    | Alemanha      | Uruguai  | África do Sul  | Equador  | Estados Unidos | Costa Rica |
| 2008 | Buenos Aires | Argentina | Catalunha | Chile    | Brasil   | Uruguai       |          |                |          |                |            |
| 2007 | Recife       | Argentina | Catalunha | Brasil   | Chile    | África do Sul | Colômbia | Estados Unidos |          |                |            |

### Sul Americano
| Ano  | Cidade            | Vencedor  | 2º Lugar  | 3º Lugar  | 4º Lugar  | 5º Lugar  |
| ---- | ----------------- | --------- | --------- | --------- | --------- | --------- |
| 2004 | Viña del Mar      | Argentina | Chile     | Brasil    | Uruguai   |           |
| 1990 | Tres Arroyos      | Brasil    | Argentina | Chile     |           |           |
| 1987 | Sertãozinho       | Argentina | Brasil    | Chile     |           |           |
| 1985 | Santiago do Chile | Argentina | Chile     | Brasil    | Uruguai   |           |
| 1984 | San Juan          | Argentina | Brasil    | Chile     | Uruguai   |           |
| 1981 | Maldonado         | Argentina | Brasil    | Chile     | Uruguai   | Equador   |
| 1979 | Santos            | Chile     | Argentina | Brasil    |           |           |
| 1977 | Santiago do Chile | Argentina | Brasil    | Chile     |           |           |
| 1975 | Mar del Plata     | Argentina | Brasil    | Chile     |           |           |
| 1973 | Montevideo        | Brasil    | Argentina | Chile     | Uruguai   |           |
| 1971 | São Paulo         | Argentina | Chile     | Brasil    | Uruguai   |           |
| 1969 | Medellín          | Brasil    | Argentina | Chile     | Uruguai   | Colômbia  |
| 1967 | Mendoza           | Argentina | Brasil    | Chile     | Uruguai   | Colômbia  |
| 1966 | Concepción        | Chile     | Argentina | Brasil    |           |           |
| 1963 | Buenos Aires      | Argentina | Chile     | Uruguai   | Colômbia  |           |
| 1959 | Montevideo        | Argentina | Chile     | Uruguai   | Brasil    | Venezuela |
| 1956 | Santiago do Chile | Chile     | Uruguai   | Argentina | Venezuela |           |
| 1954 | São Paulo         | Chile     | Uruguai   | Brasil    | Venezuela |           |

### Tabela das Medalhas
| Ordem | País           | Medalha de ouro | Medalha de prata | Medalha de bronze | Total |
| ----- | -------------- | --------------- | ---------------- | ----------------- | ----- |
| 1     | Argentina      | 13              | 6                | 1                 | 20    |
| 2     | Chile          | 4               | 5                | 10                | 19    |
| 3     | Brasil         | 3               | 6                | 8                 | 17    |
| 4     | Catalunha      | 1               | 2                | 0                 | 3     |
| 5     | Uruguai        | 0               | 2                | 2                 | 4     |
| 6     | Colômbia       | 0               | 0                | 0                 | 0     |
| 6     | Venezuela      | 0               | 0                | 0                 | 0     |
| 6     | Equador        | 0               | 0                | 0                 | 0     |
| 6     | Estados Unidos | 0               | 0                | 0                 | 0     |
| 6     | Costa Rica     | 0               | 0                | 0                 | 0     |

## Histórico Feminino

### Campeonatos
| Ano  | Cidade    | Vencedor  | 2º Lugar  | 3º Lugar  | 4º Lugar | 5º Lugar      |
| ---- | --------- | --------- | --------- | --------- | -------- | ------------- |
| 2011 | São Paulo | Catalunha | Chile     | Brasil    | Uruguai  | África do Sul |
| 2010 | Vic       | Argentina | Catalunha | Chile     | Alemanha | Brasil        |
| 2007 | Santiago  | Chile     | Catalunha | Brasil    | USA      | Colômbia      |
| 2006 | Santiago  | Argentina | Chile     | Catalunha | Colômbia |               |

### Tabela das Medalhas
| Ordem | País           | Medalha de ouro | Medalha de prata | Medalha de bronze | Total |
| ----- | -------------- | --------------- | ---------------- | ----------------- | ----- |
| 1     | Argentina      | 2               | 0                | 0                 | 2     |
| 2     | Chile          | 1               | 2                | 1                 | 4     |
| 2     | Catalunha      | 1               | 2                | 1                 | 4     |
| 4     | Brasil         | 0               | 0                | 2                 | 2     |
| 5     | Estados Unidos | 0               | 0                | 0                 | 0     |
| 5     | Colômbia       | 0               | 0                | 0                 | 0     |
| 5     | Uruguai        | 0               | 0                | 0                 | 0     |
| 5     | África do Sul  | 0               | 0                | 0                 | 0     |